# Carmen Cantabella
Carmen Molina Cantabella (Murcia, 1977), más conocida como Carmen Cantabella, es una artista plástica española.

## Trayectoria
Cantabella es técnica en Diseño Gráfico y Programación y auxiliar de Diseño e Ilustración. Realizó talleres en Murcia y en La Coruña de estampación de obra gráfica, fotografía y video creación. A lo largo de su carrera ha realizado más de 45 exposiciones individuales, ha participado en diversas exposiciones colectivas y ha obtenido más de 30 premios relacionados con la pintura.
Ha ilustrado varias revistas y libros, como la portada de la revista Lámpara Minera de 2020, publicada anualmente por la Fundación Cante de las Minas y vinculada con el Festival del Cante de las Minas, la portada del libro Cuaderno de Ibiza y otros poemas de José Cantabella (1962, 2019) o el libro Revolución. También ha diseñado varias vallas publicitariasy carteles, como el del Entierro de la Sardina de Murcia en 2011.
Entre sus obras individuales, destaca TNT. Juegos en Tokio, realizada en Bruselas. Esta exposición de 2022 está inspirada en el personaje de Las aventuras de Tintín y se compone de obras de carácter erótico y pornográfico en la línea negra y del cartelismo francés. Con esta misma fuente de inspiración, expuso previamente TNT. Aventura en Japón en 2010 en Madrid, en 2012 en Bilbao y en 2017 en Murcia. También expuso TNT. En el país de las geishas en 2014 en Santander y Cartagena.
En su obra, Cantabella aborda el conflicto entre lo privado y lo público, utilizando el desnudo, la historia, la infancia y la violencia como temas de reflexión. Su trabajo puedes ser descrito como "naturalismo simbólico" que se centra en la metafísica del ser humano, cuestionando de manera constante el sentido universal de la existencia.

## Obra individual
- 2003 (Murcia): "Parece Mentira" en Galería Babel.
- 2007 (Cáceres): "La Reina del Pop."
- 2010 (Madrid): "TNT. Aventura en Japón."
- 2010 (Querétaro, México): "El año del jaguar" en Galería DRT.
- 2012 (Bilbao): "TNT. Aventura en Japón."
- 2012 (Róterdam, Holanda): "Cuentos para Ana Frank" en Galería Jabelle, Schiedam.
- 2014 (Santander, Cartagena): "TNT. En el país de las geishas."[10]
- 2016 (Almería): Exposición "Desaparecidos."[12]
- 2017 (Murcia): "TNT. Aventura en Japón."[9]
- 2018 (Madrid): "Tizones" en Galería Kreisler.[13]
- 2019 (Murcia): "La voz a ti debida."[4]
- 2022 (Bruselas): "TNT. Juegos en Tokio."

## Exposiciones colectivas
- 2008 (Panamá): "Colectiva Arte POP" en Galería Arteconsult.
- 2009 (Querétaro, México): "Países eternos" en Club de Industriales de Querétaro.
- 2011 (Miami, Florida, USA): "Art Miami 2011" en Stand Galería Kreisler.
- 2014 (Oviedo): "Nueva temporada" en Cervantes 6 Galería de Arte.
- 2015 (Murcia): "Diálogos con Ramón Gaya" en Museo Ramón Gaya.
- 2016 (Brujas, Bélgica): "Blanco y negro" en Gallery Frank de Decker.
- 2016 (Brujas, Bélgica): "Mujer y femenino" en Gallery Frank de Decker.
- 2019 (Bruselas): "La vie sexuelle de Tintin" en Attitude Gallery.[4]

## Reconocimientos
A lo largo de su carrera, Cantabella ha recibido varios reconocimientos. En 2006, recibió el Primer Premio de Escultura en el Certamen Nacional de Arte Joven Pancho Cossío en Santander. Ese mismo año, obtuvo el Premio de Adquisición en el IX Certamen de Artes Plásticas El Brocense en Cáceres. En 2007, fue distinguida con el XXXIII Premio Bancaja en el Centro Cultural Bancaja en Alicante, así como en el Museo de la Ciudad en Madrid. Al año siguiente, en 2008, ganó el Premio de Adquisición en el XIV Certamen de Artes Plásticas Rosa del Azafrán en Ciudad Real. En 2009 fue galardonada con el LXII Premio de Pintura José Arpa en Carmona (Sevilla) y el VI Premio Internacional de Pintura Toledo Puche en la Biblioteca General de la Universidad de Murcia.